# Ninh tần Kim thị
Ninh tần Kim thị (寧嬪金氏, 1669 - 1735) là một phi tần của Triều Tiên Túc Tông thuộc nhà Triều Tiên.

## Cuộc sống
Quê ở An Đông, thuộc gia tộc họ Kim. Con gái của Kim Xương Quốc (金昌國) và Phu nhân Lý thị (李氏). 1686, Túc Tông năm thứ 12, nhập cung, cùng năm sắc phong Tòng nhị phẩm Thục nghi ở tuổi thứ 18, được ban tặng 150 tấm vải. Sau nhân dịp lễ mừng thọ sáu mươi tuổi của Từ Ý Đại vương Đại phi, Thục nghi Kim thị được tấn phong Chính nhị phẩm Chiêu nghi (昭儀), ngày 5 tháng 11 cùng năm, phong Tòng nhất phẩm Quý nhân (貴人). Ngày 22 tháng 4 năm 1689, do đối đầu với Hy tần Trương thị, nên bị phế cùng với Vương phi Mẫn thị, trở thành thứ dân.
1694, Túc Tông năm thứ 20, Vương phi Trương thị bị giáng xuống lại chức Tần, Phế phi Mẫn thị được hồi cung và phục vị, Phế quý nhân Kim thị cũng được hồi cung theo. 1702, Túc Tông năm thứ 28, tấn phong Chính nhất phẩm Tần.
1720, Túc Tông băng hà, theo lệ bà trở về tư gia và sống hết quãng đời còn lại, Cảnh Tông và Anh Tổ sau này lên ngôi cũng khá tử tế và kính trọng bà. 1735, Anh Tổ năm thứ 11, bà mất ở tuổi thứ 67. 1753, Anh Tổ năm thứ 29, Hòa Nhu Ông chúa được lệnh phải phụng tự bà.

## Gia quyến
Thân gia An Đông Kim thị (安東 金氏)
- Nội tổ phụ: Công Tào tham phán (工曹參判) Kim Thọ Tăng (金壽增, 1624 - 1701)
- Nội tổ mẫu: Tặng (贈) Trinh phu nhân (貞夫人) Xương Ninh Tào thị (昌寧 曺氏, ? - 1687), con gái của Lễ Tào tham phán (禮曹參判) Tào Hán Anh (曺漢英, 1608 - 1670)
  - Thân phụ: Thành Xuyên Phó sử (成川副使) Kim Xương Quốc (金昌國, 1644 - 1717)
- Ngoại tổ phụ: Phán Đôn Ninh phủ sự (判敦寧府事) Hiếu Giản công (孝簡公) Lý Chính Anh (李正英, 1616 - 1686)
- Ngoại tổ mẫu: Tặng (贈) Trinh Kính phu nhân (貞敬夫人) Thanh Tùng Thẩm thị (靑松 沈氏, ? - 1639), con gái của Thẩm Trưởng Thế (沈長世)
- Sinh ngoại tổ mẫu: Trinh Kính phu nhân (貞敬夫人) Văn Hóa Liễu thị (文化 柳氏, ? - 1691), con gái của Liễu Cơ Thiện (柳基善)
  - Thân mẫu: Toàn Châu Lý thị (全州 李氏, 1648 - 1714)[1]
    - Thân thư: An Đông Kim thị (安東 金氏), hạ giá lấy Phú Bình Huyện giám (富平縣監) Lý Hạ Triều (李賀朝, 1664 - 1700), người ở Diên An, con trai của Tặng (贈) Lịch Tào tham phán (吏曹參判) Lý Đoan Tương (李端相, 1628 - 1669)
    - Dưỡng đệ: Kim Trí Khiêm (金致謙), con trai của Kim Xương Hấp (金昌翕)
    - Thứ mẫu: Không rõ
    - Thứ đệ: Kim Tối Khiêm (金㝡謙)
    - Thứ đệ: Kim Ích Khiêm (金益謙)
    - Thứ đệ: Kim Nghi Khiêm (金宜謙)

Hoàng tộc Toàn Châu Lý thị (全州 李氏)
- Chương tổ phụ: Triều Tiên Hiếu Tông
- Chương tổ mẫu: Nhân Tuyên Vương hậu Đức Thủy Trương thị (德水 張氏, 1619 - 1674) 
  - Chương phụ: Triều Tiên Hiển Tông
  - Chương mẫu: Minh Thánh Vương hậu Thanh Phong Kim thị (淸風 金氏, 1642 - 1684)
    - Phu quân: Triều Tiên Túc Tông
      - Phụng tự tôn: Hòa Nhu Ông chúa (和柔翁主)

## Trong văn hóa đại chúng
- Được diễn bởi Jo Hyeon-suk trong Jang Hui-bin SBS 1995
- Được diễn bởi Jo Yeo-jeong trong Jang Hui-bin KBS 2002-2003